# Varken (tam)

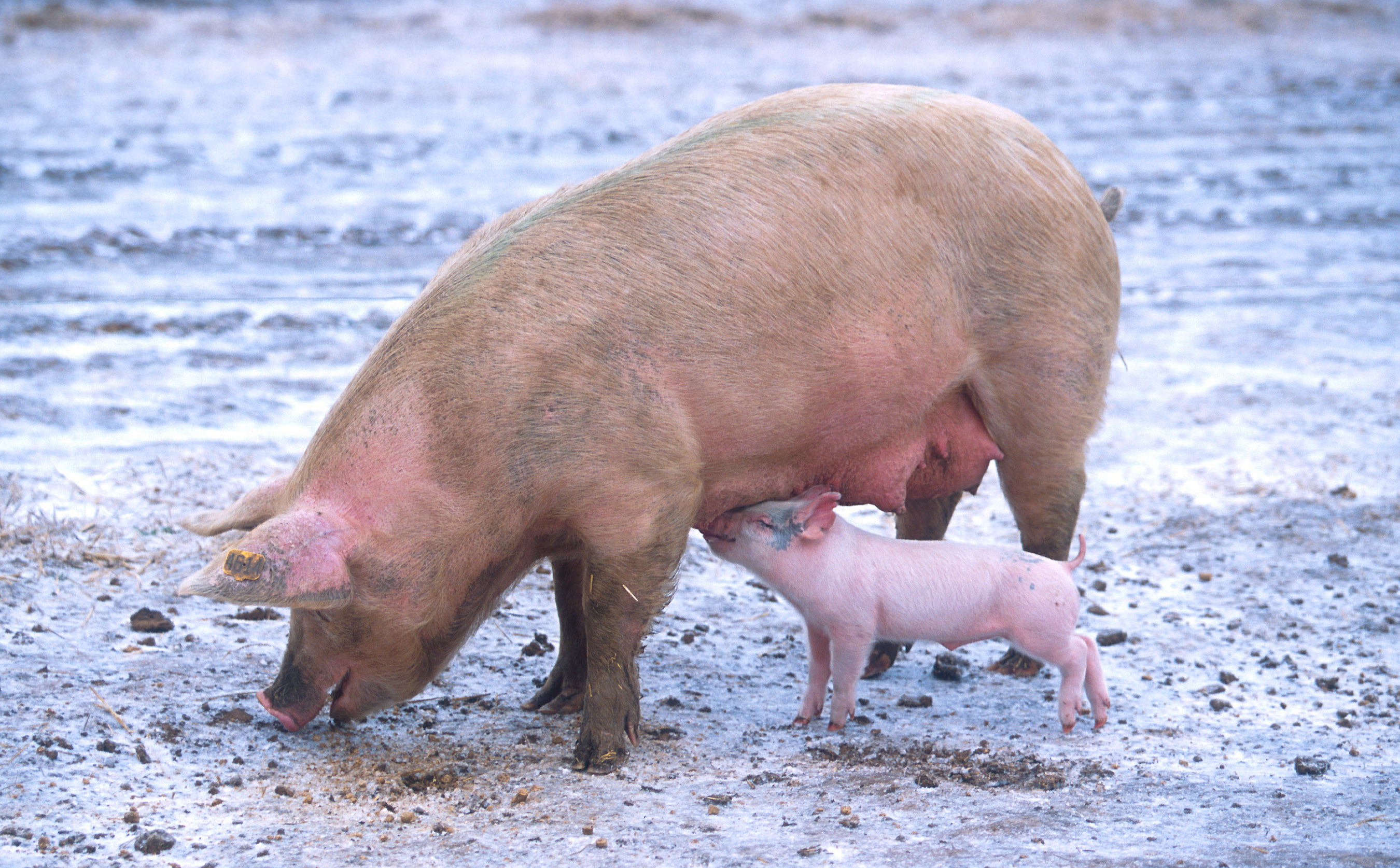
Zeug met een big in de sneeuw

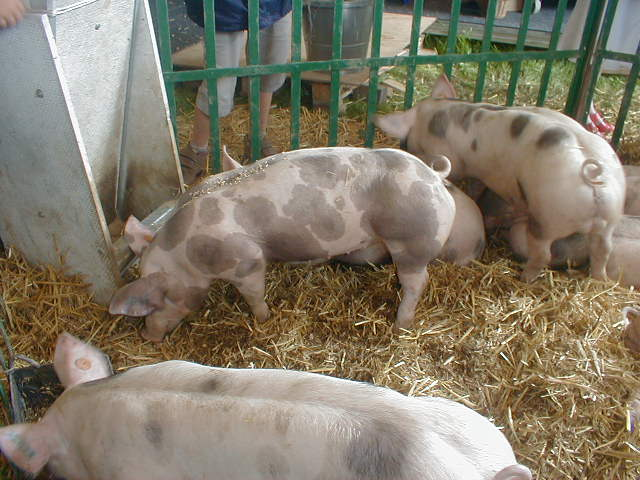
Piétrainvarkens op de landbouwbeurs van Libramont

Het (tamme) varken (Sus domesticus, synoniem: Sus scrofa domesticus) is een zoogdier uit de familie van de varkens (Suidae). In 1777 publiceerde Johann Christian Polycarp Erxleben de wetenschappelijke naam Sus domesticus voor het gedomesticeerde varken. Veel auteurs beschouwen het tamme varken echter als een gedomesticeerd wild zwijn (Sus scrofa Linnaeus, 1758) en benoemen het als een ondersoort ervan. In dat geval is de wetenschappelijke naam Sus scrofa domesticus Erxleben, 1777. Varkens werden 5000 tot 6000 jaar geleden gedomesticeerd. 
In grote delen van de wereld, bijvoorbeeld in Nieuw-Zeeland en op eilandjes in de Grote Oceaan, zijn varkens verwilderd geraakt. Vroege westerse zeevaarders, deel uitmakend van de VOC, hebben om een duurzame voedselvoorraad te garanderen bewust varkens uitgezet, bij voorkeur op eilanden. De varkens hebben daar grote ecologische schade toegebracht en doen dat in veel gevallen nog steeds.

## Terminologie
Een jong varken wordt een big genoemd, een vrouwtjesvarken een zeug en een mannetjesvarken een beer. Een barg of borg is een gecastreerd mannetjesvarken. Een gelt is een vrouwtjesvarken dat nog niet geworpen heeft. In bepaalde regio's van Vlaanderen en Nederlands-Limburg (vroeger ook in Noord-Brabant) spreekt men van kuus of kuusj. Een keu is regiolect voor een jong varken of big.

## Biggen
De draagtijd van een zeug is ongeveer 115 dagen (3 maanden, 3 weken en 3 dagen). Een varken kan wel tot 20 biggen per worp krijgen. Per worp worden gemiddeld ongeveer 13 levende biggen geboren, waarbij de verhouding zeugen en beren ongeveer gelijk is. Een worp biggen wordt een toom of nest genoemd. Door fokprogramma's die erop gericht zijn om per worp meer jongen te baren dan spenen aanwezig zijn bij het moederdier kan biggensterfte optreden. Biggen worden onderscheiden in zuigende biggen en gespeende biggen. Zuigende biggen drinken melk bij een zeug. Zuigende biggen heten zo totdat zij gespeend worden. Het spenen vindt tussen de 21 en 28 dagen na de geboorte plaats. Op biologische varkensbedrijven wordt pas na 42 dagen gespeend. Na het spenen spreken we van een gespeende big. Biggen kunnen ziektes onder de leden krijgen, waaronder de wegkwijnziekte (PMWS).

## Als voedsel
Het varken wordt massaal gefokt om zijn vlees. In Nederland en België worden varkens voornamelijk in de intensieve varkenshouderij gehouden, maar er zijn ook alternatieven zoals de biologische varkenshouderij en de scharrelvlees varkenshouderij. In de intensieve veehouderij worden varkens gehouden in vrij kale hokken met vaak minder dan 1 m² ruimte per dier. In dergelijke hokken kunnen varkens hun natuurlijke gedrag, zoals wroeten en zoelen slechts in zeer beperkte mate uitvoeren. Omdat verveling bij varkens gemakkelijk aanleiding geeft tot gedragsproblemen zoals oor- en staartbijten worden de staarten vaak op jonge leeftijd gecoupeerd. Als een varken 6 maanden oud is (en inmiddels ongeveer 100 kg weegt), is het rijp voor de slacht. Varkens die niet geslacht worden, kunnen tot 12 à 13 jaar oud worden. Een varken zet zo'n 35 % van zijn voedsel om in vlees. Bijna alle delen van een varken kunnen door mensen worden gegeten.
In 2022 waren er in Nederland 11,3 miljoen varkens, het laagste aantal in bijna twintig jaar. Het aantal varkens was jarenlang ruim 12 miljoen, vanaf 2020 nam het af naar net daaronder. Het aantal varkensbedrijven is in tien jaar tijd met 45 procent afgenomen naar 3.273 bedrijven.  In België waren er 6,7 miljoen varkens in oktober 2022. In oktober 2021 waren er in het Vlaamse Gewest 5,66 miljoen varkens. Sinds 2005 schommelde het totaal aantal varkens rond 6 miljoen. Het aantal zeugen daalt al geruime tijd en lag in 2021 34% lager dan in 2005.

## Als huisdier
Varkens worden ook als huisdier gehouden. Het zijn intelligente, nieuwsgierige, relatief schone en sociale dieren en ze zijn goed te trainen. Het bekendste ras dat voornamelijk in kinderboerderijen en binnenshuis wordt gehouden is het kleine hangbuikzwijn of minivarken. Het houden van huisvarkens is in zwang gekomen gedurende de tweede helft van de 20ste eeuw en is de laatste jaren nog populairder geworden in enkele westerse landen.

## Rassen
Er zijn verschillende varkensrassen waaronder:
- Duroc
- Iberico

Zie de lijst van varkensrassen voor het overzicht van rassen.

## Overig
Varkenshaar wordt onder meer gebruikt voor bezems, haarborstels, penselen, scheerkwasten en stoffers. Van reuzel wordt lippenstift en tandpasta gemaakt. Varkens werden vroeger gebruikt voor het opsporen van truffels, maar deze folklore is in onbruik geraakt omdat speciaal getrainde hondjes beter af te richten zijn waardoor de kostbare truffel gespaard wordt. De gevoelige neus van het varken leidde ook tot inzet bij de opsporing van drugs.
In Eersel bevindt zich een aan het varken gewijd museum. In Aijen worden jaarlijks op 17 januari Varkenskoppen geveild bij de Sint Antoniuskapel aldaar.
In sommige dialecten van het Nederlands, zoals het West-Vlaams, wordt de aanspreking 'zeug' dysfemistisch gebruikt voor een vrouw.

## Symboliek

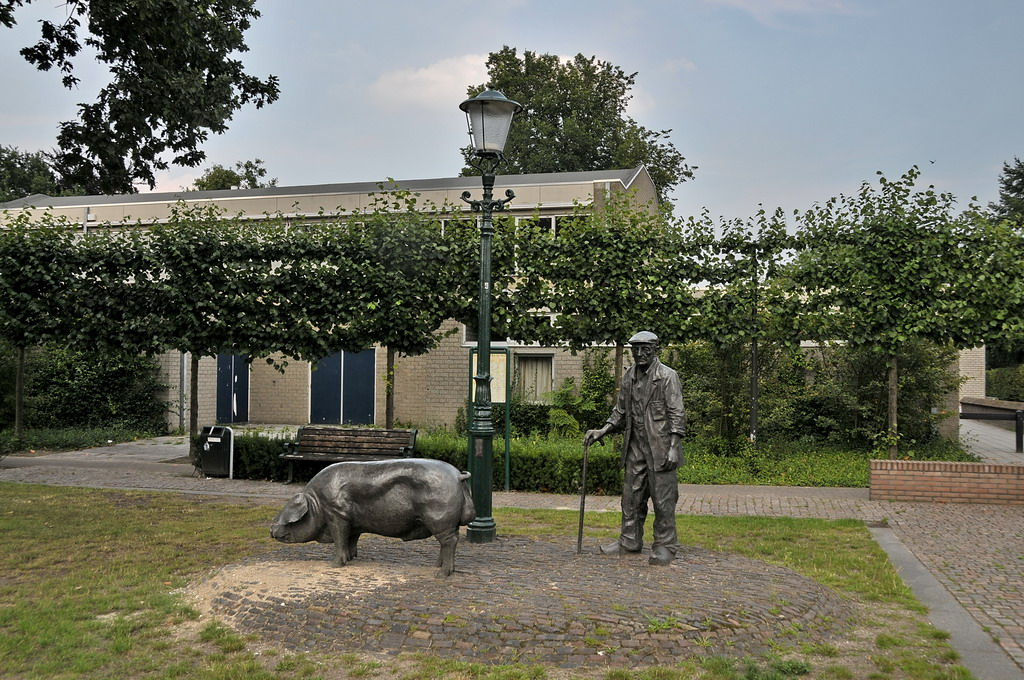
De berenleider, Gemert

### Keltische mythologie
In de Keltische mythologie neemt het varken of wilde zwijn een belangrijke plaats in.
In de lage landen werden de Keltische en Germaanse goden in het midden van de winter aanbeden met offerandes van varkenskoppen en hammen. Zulke periodieke ceremoniën dienden ook de lokale vleesvoorziening: ze eindigden met een maaltijd en de verdeling van stukken varkensvlees. Varkens liepen overdag los door de nederzetting en behoorden niet aan iemand in het bijzonder toe. In Europa bleven varkens tot ver in de Middeleeuwen rondlopen door de dorpen en steden als een soort huisdieren, scharrelend naar restjes, afval en drek. Ten dele waren dit nog steeds 'gemeenschapsvarkens', vetgemest door de straat, waarvan het vlees na de slacht onder de armen werd verdeeld.

### Islam en jodendom
Binnen het jodendom en de islam wordt het varken beschouwd als onrein en mag daarom niet gegeten worden.
Het islamitische varkenstaboe leidt soms tot inzet van het varken als een soort geheim wapen tegen de islam. Varkens worden af en toe ingezet als symbool van anti-islamisme, vaak door het plaatsen van varkenskoppen bij moskeeën. Dat is in Nederland voor zover bekend twee keer gebeurd; in 2004 in Amsterdam (na de moord op Theo van Gogh) en in 2009 in Ede. In Antwerpen deelde Filip Dewinter tijdens het Offerfeest in 2010 demonstratief bereide varkenskop uit op straat.
Marvin Harris, antropoloog, zocht in de jaren tachtig van de twintigste eeuw voor zowel de achtergrond van het oudtestamentische gebod om alleen spleethoevigen en herkauwers te eten als het op zichzelf staande islamitische varkensvleesverbod naar een ecologische verklaring. Herkauwers eten namelijk alleen moeilijk verteerbare grassen en struikgewas en zijn dus geen voedselconcurrenten voor de mens, zoals het varken, dat knollen, noten en wortels eet: herkauwers zetten onbruikbare woestijngewassen om in vlees en melk. Belangrijker nog vond Harris de ongeschiktheid van varkens om in warme en droge woestijngebieden te leven. De grote bevolkingsaanwas in het Midden-Oosten leidde tot schaarste aan schaduwrijke wouden en waterreserves, onontbeerlijk voor de varkenshouderij. Omdat het dier gaandeweg onbetaalbaar werd door zijn natuurlijke behoefte aan schaduw en water (varkens hebben geen zweetklieren) daalde zijn populariteit. Het had, anders dan schapen, geiten en runderen, niets anders nuttigs te leveren dan zijn vlees, en werd daarom uitgestoten vanwege zijn schadelijkheid voor de schaarse hulpbronnen van de mens. Ten slotte, omdat het hier en daar toch nog gefokt werd, kwam het varken terecht als treife (onrein) in de spijswetten van het Bijbelboek Leviticus, 450 voor Christus.

### Christendom
Binnen het katholicisme wordt Antonius met het varken vereerd. Zijn attribuut is een bel. Deze is soms bevestigd aan zijn staf. De varkens van zijn orde dragen ook een bel. Deze verering ontstond in de middeleeuwen. De Antonieten, leden van de naar Antonius van Egypte vernoemde verpleegorde, mochten hun varkens vrij laten rondlopen als vergoeding voor deze verpleging. Op 17 januari werden deze varkens geslacht en het vlees verdeeld onder de armen.

### Bijgeloof
Volgens het bijgeloof kunnen mensen die varkenshersenen eten geen leugens vertellen.

## Afbeeldingen

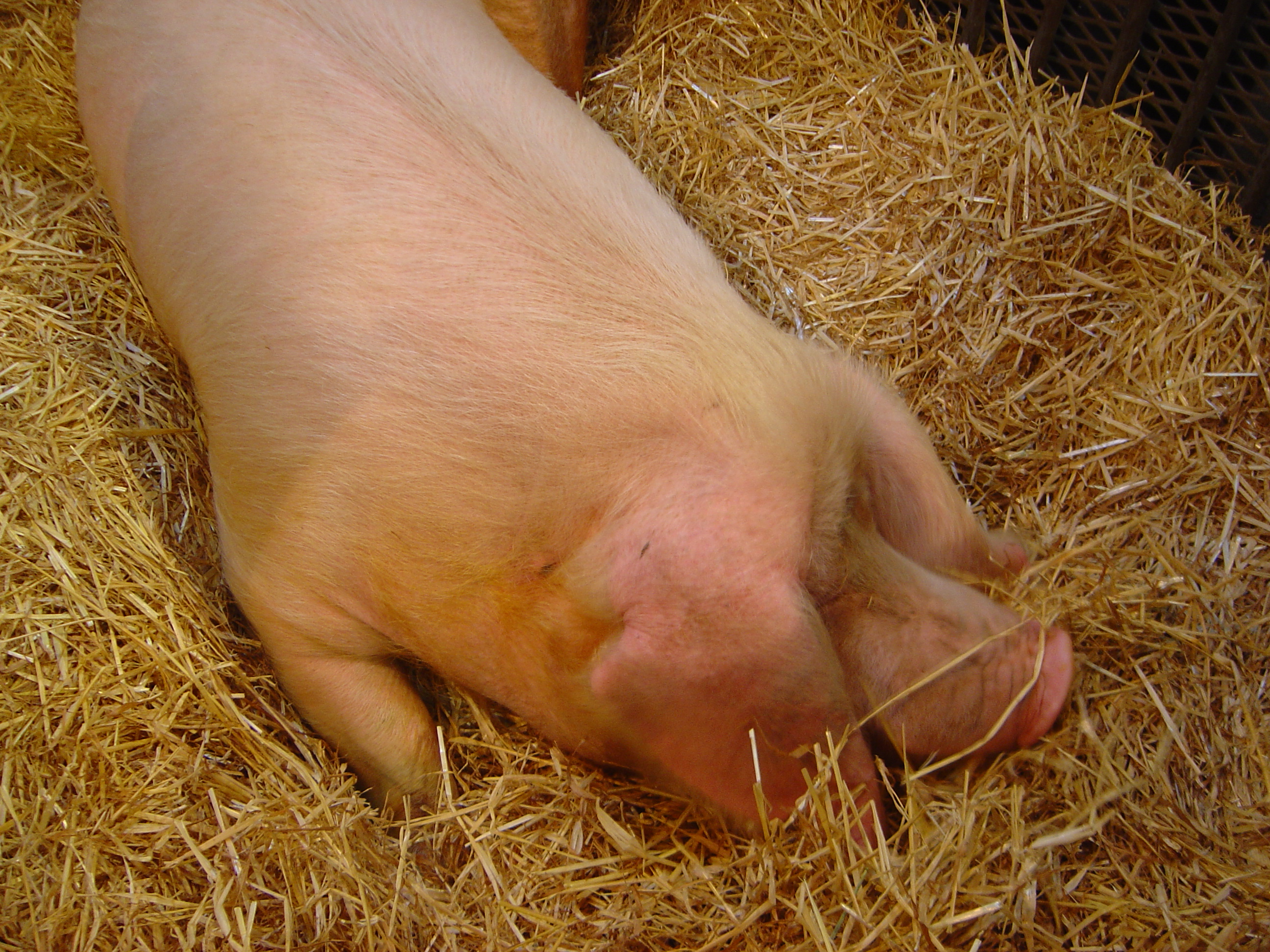
Varken in het stro
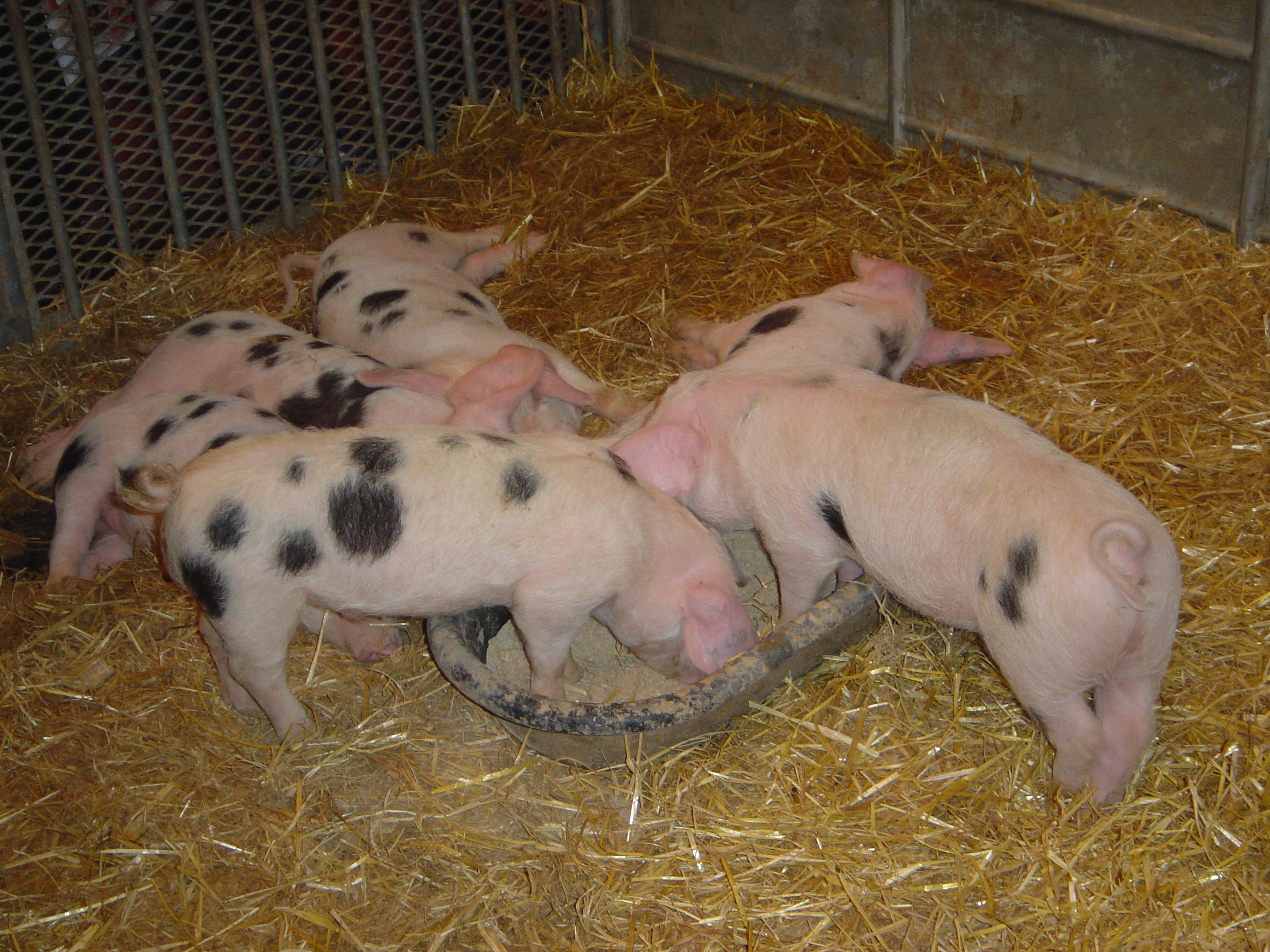
Biggetjes in het stro